# میکاسا، هوکایدو
میکاسا در استان هوکایدو در کشور ژاپن  واقع شده‌است  که دارای جمعیت ۱۱٬۴۵۴ نفر و مساحت ۳۰۲٫۶۴ کیلومتر مربع با تراکم جمعیت ۳۷٫۸  نفر در کیلومترمربع است و در تاریخ ۱ آوریل ۱۹۵۷ به عنوان شهر شناخته شد.